# Jamie Scott
Jamie Scott, z domu Weisner (ur. 9 sierpnia 1994 w Spokane) – amerykańsko-kanadyjska koszykarka, występująca na pozycjach rozgrywającej lub rzucającej, reprezentantka Kanady.

## Osiągnięcia
Stan na 20 marca 2024, na podstawie, o ile nie zaznaczono inaczej.

### NCAA
- Uczestniczka rozgrywek:
  - NCAA Final Four (2016)
  - II rundy turnieju NCAA (2014–2016)
- Mistrzyni:
  - turnieju konferencji Pac-12 (2016)
  - sezonu zasadniczego Pac-12 (2015, 2016)
- Wicemistrzyni turnieju Pac-12 (2014)
- Koszykarka roku konferencji Pac-12 (2016 wspólnie z Jillian Alleyne)
- Most Outstanding Player (MOP=MVP) turnieju:
  - regionalnego NCAA w Dallas (2016)
  - Pac-12 (2016)
- Zaliczona do:
  - I składu:
    - All-American (2016 przez WBCA)
    - Pac-12 (2015, 2016)
    - najlepszych pierwszorocznych zawodniczek Pac-12 (2013)
    - turnieju:
      - regionalnego NCAA w Dallas (2016)
      - Pac-12 (2016)

  - II składu All-American (2016 przez Associated Press, ESPNW)
  - składu honorable mention:
    - Pac-12 (2013, 2014)
    - Pac-12 Defensive (2016)
    - Pac-12 All-Academic (2014–2016)

### Drużynowe
- Mistrzyni Austrii (2017)
- Zdobywczyni Pucharu Austrii (2017)

### Indywidualne
(* – oznacza nagrody przyznane przez portal eurobasket.com)
- Najlepsza*:
  - zawodniczka:
    - zagraniczna Europejskiej Ligi Koszykówki Kobiet (2020)
    - występująca na pozycji obronnej ligi hiszpańskiej LFB (2018)

  - skrzydłowa Europejskiej Ligi Koszykówki Kobiet (2020)
- Zaliczona do*:
  - I składu:
    - Europejskiej Ligi Koszykówki Kobiet (2020)
    - ligi hiszpańskiej LFB (2018)
    - zawodniczek zagranicznych:
      - Europejskiej Ligi Koszykówki Kobiet (2020)
      - ligi hiszpańskiej LFB (2018)

  - III składu ligi rosyjskiej PBL (2020)
  - składu honorable mention ligi rosyjskiej PBL (2019)
- Liderka strzelczyń ligi rosyjskiej (2019)

### Reprezentacja

#### Seniorska
- Mistrzyni:
  - Ameryki (2017)
  - Pucharu Williama Jonesa (2014)
- Wicemistrzyni mistrzostw Ameryki (2019)
- Uczestniczka:
  - mistrzostw:
    - świata (2018 – . miejsce)
    - Ameryki (2017, 2019, 2021 – 4. miejsce)

  - igrzysk panamerykańskich (2019 – 6. miejsce)
  - kwalifikacji:
    - olimpijskich (2020)

  - do mistrzostw świata (2021/2022)
  - pre-kwalifikacji olimpijskich (2019)

#### Młodzieżowe
- Uczestniczka mistrzostw świata U–19 (2013 – 7. miejsce)
- Zaliczona do I składu mistrzostw świata U–19 (2013)